# Macquaridrilus benettae
Macquaridrilus benettae är en ringmaskart som beskrevs av Clara Octavia Jamieson 1968. Macquaridrilus benettae ingår i släktet Macquaridrilus och familjen glattmaskar. Inga underarter finns listade i Catalogue of Life.